# بی‌بی (ورق)

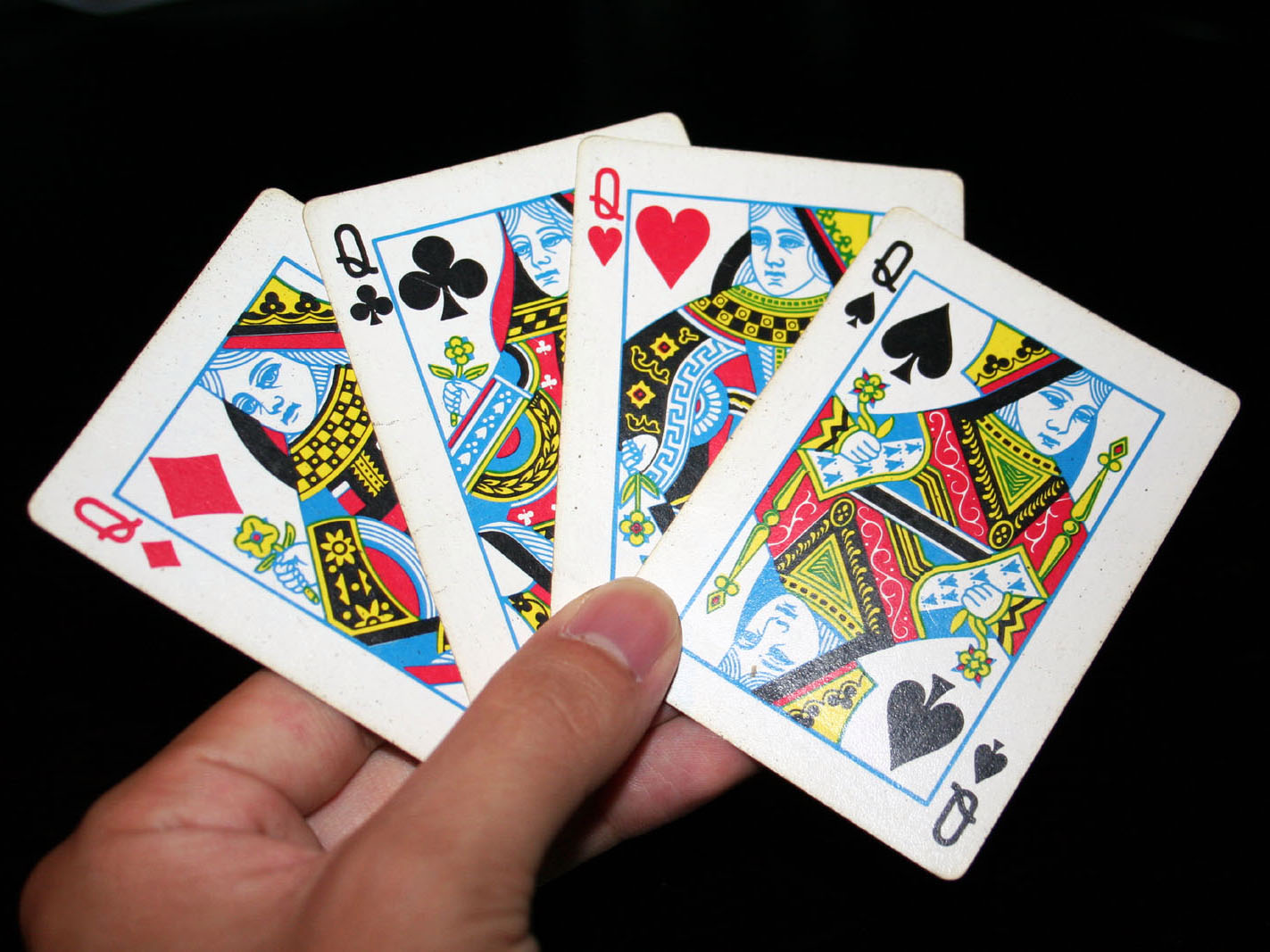
چهار نوع مختلف بی‌بی (کوئین)

بی‌بی یا ملکه (به انگلیسی: Queen) یک برگ از ورق‌های بازی است که روی آن عکس یک ملکه وجود دارد. در بسیاری از زبانهای اروپایی، پادشاه و ملکه با یک حرف شروع می‌شوند بنابراین دومی را اغلب خانم یا دام (dame) یا مشابه آن می‌نامند. در کارتهای بازی فرانسوی، جایگاه ملکه از نظر درجه‌بندی بین پادشاه و سرباز یا جک (jack) است. در ساختار درجه‌بندی کارت‌های بازی تاروت، بی‌بی از شوالیه بالاتر است که در نتیجه از سرباز جک هم بالاتر است.
در چندین بازی با ورق، از جمله ترکس (Trex) خاورمیانه و باربوی (Barbu) فرانسوی، ملکه یک کارت مهم برای جلوگیری از گرفتن است، و هر ملکه مجازات بازیکن را حذف می‌کند. به همین ترتیب، در بازی قلب‌ها (Hearts)، باید از نگه داشت ملکه پیاده اجتناب شود و به آن انواع نام‌های ناخوشایند گفته می‌شود.
در الگوی پاریس، هر کارت به عنوان شخصیتی خاص تاریخی یا اسطوره ای به شرح زیر تعریف می‌شود:
| دل                   | خشت                 | پیک                          | گشنیز                               |
| -------------------- | ------------------- | ---------------------------- | ----------------------------------- |
|                      |                     |                              |                                     |
| جودیت، شکل کتاب مقدس | راشل، شکل کتاب مقدس | پالاس، سطوره ای از الهه آتنا | آرژین، واروواژه روژینا(لاتین"ملکه") |